# آرائو، کوماموتو
آرائو در استان کوماموتو در کشور ژاپن واقع شده است  که دارای جمعیت ۵۵٬۵۰۵ نفر و مساحت ۵۷٫۱۵ کیلومتر مربع با تراکم جمعیت 971  نفر در کیلومترمربع است و در تاریخ ۱ آوریل ۱۹۴۲ به عنوان شهر شناخته شد.